# Gouvernement Qina
Qina (arabisch محافظة قنا Muhāfazat Qinā, DMG Muḥāfaẓat Qinā, ägyptisch-Arabisch Muḥāfẓet Qenā) ist ein Gouvernement in Ägypten mit 3.001.494 Einwohnern und liegt in Oberägypten.
Es grenzt im Norden an das Gouvernement Sauhadsch, im Osten an das Gouvernement al-Bahr al-ahmar, im Süden an das Gouvernement Aswan und im Westen an das Gouvernement al-Wadi al-dschadid  sowie das Gouvernement al-Uqsur. Der Ostteil des Gouvernements erstreckt sich bis in die Arabische Wüste. Das Verwaltungszentrum ist Qina (Qena).

## Städte
- Abu Tesht
- Dendera
- Deshna
- El-Wakf
- Farshout
- Koptos (Gebtu oder Keft)
- Nag Hammadi
- Naqada (Nubet oder Ombo)
- Qina (Kaine)
- Qus (Gesa oder Apollinopolis Parva)

## Wirtschaft
- LG Qina.[2]

(Elektrotechnik und Elektronik)
- Al-Agha Gruppe.[3][4]

(Elektrotechnik und Elektronik)